# Балрампур (округ, Чхаттисгарх)
Балрампур (англ. Balrampur) — округ в индийском штате Чхаттисгарх. Образован в 1 января 2012 года, путём выделения из округа Сургуджа. Административный центр — город Балрампур. Площадь — 3 806 км². Население — человек (на 2011 год). Состоит из 6 административных единиц 3-о уровняː Balrampur, Rajpur, Shankargarh, Kusmi, Ramchandarpur и Wadrafnagar.